# Нови Томишъл
Но̀ви То̀мишъл (на полски: Nowy Tomyśl; на немски: Neutomischel) е град в Западна Полша, Великополско войводство. Административен център е на Новотомишълски окръг, както и на градско-селската Новотомишълска община. Заема площ от 5,20 км2.